# Luke Peterschmidt
Luke Peterschmidt är en amerikansk spelkonstruktör som varit verksam i branschen sedan 1994 och som tillsammans med Keith Parkinson konstruerade samlarkortspelet Guardians.